# Leiocapitellides analis
Leiocapitellides analis är en ringmaskart som beskrevs av Hartmann-Schröder 1960. Leiocapitellides analis ingår i släktet Leiocapitellides och familjen Capitellidae. Inga underarter finns listade i Catalogue of Life.